# Said Nursî

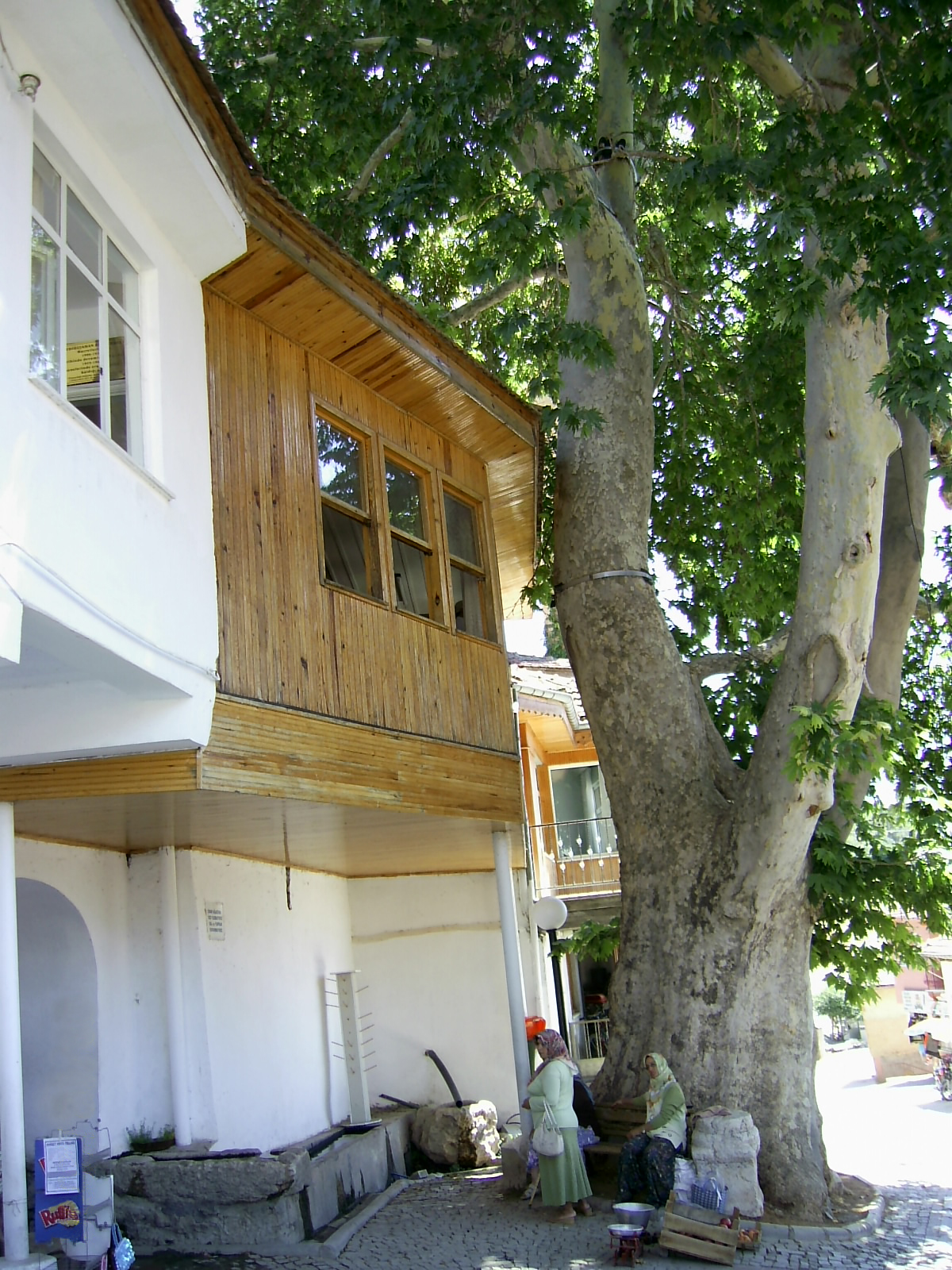
Das Haus Said Nursîs

Said Nursî, bis Mitte der 1920er Said-i Kürdi, (bürgerlich Said Okur; geboren ca. 1876 im Dorf Nurs in der Provinz Bitlis; gestorben am 23. März 1960 in Şanlıurfa) war ein religiöser Vordenker des Islams kurdischer Volkszugehörigkeit in der letzten Phase des Osmanischen Reiches und in der Republik Türkei. Er ist ferner der Gründer der Nurculuk-Bewegung. Er ist der Verfasser des Korankommentars Risale-i Nur.

## Leben

### Kindheit und Jugend
Said Nursî wurde 1876 im Dorf Nurs in der Provinz Bitlis als Kind kurdischer Eltern geboren. Sein Vater gehörte zu einer Familie der lokalen Oberschicht. Mit neun Jahren erhielt er seine religiöse Ausbildung in verschiedenen Medressen und Tekkes der Provinzen Bitlis und Van, so in Norşin, Müküs und Arvas. Bei einem intensiven dreimonatigen Studium bei Scheich Mehmet Celali in Beyazıt erhielt er den Titel eines Mullahs. Im Alter von 14 Jahren bekam er aufgrund seines Genies und starken Gedächtnisses den Beinamen Bediüzzaman („der Einzigartige des Zeitalters“) verliehen und wurde als Bediüzzaman Said Nursi  bekannt. Said beherrschte neben Kurdisch auch Arabisch, Persisch und Türkisch.

### „Früher Said“ in der Zeit gesellschaftlicher Umwälzungen
Er verbrachte zwei Jahre bei Ömer Pascha in Bitlis und begab sich 1894 nach Van zum örtlichen Gouverneur der Provinz Van. In der Privatbibliothek des Gouverneurs fand er Zugang zu Werken der modernen Wissenschaften, die im Rahmen der traditionellen Ausbildung eines Alim nicht vermittelt wurden.
Ausgehend von seinem Reformansatz „Wissenschaft für die Theologen“ (wider die Ignoranz und den Fanatismus) – „Religion für die Naturwissenschaftler“ (wider den Materialismus ohne Ethik) verfolgte er das Projekt der Gründung einer Universität in den östlichen Provinzen des Osmanischen Reiches, in der parallel islamisch-theologische Wissenzweige und Naturwissenschaften gelehrt werden sollten. 1907 brach er nach Istanbul auf, um am Hof des Sultan Abdülhamid II. Unterstützung für sein Projekt einzuwerben. Er bekam finanzielle und politische Unterstützung für die Gründung der Universität, deren Fundament auch gelegt worden war, jedoch aufgrund des Ersten Weltkrieges nie zu Ende gebaut wurde.
1908 unterstützte er den Staatsstreich der Jungtürken und war Mitglied des Komitees für Einheit und Fortschritt. Said Nursî war 1908 auch in der ersten kurdischen Gesellschaft Kürt Teavün ve Terakki Cemiyeti aktiv, die in Istanbul ins Leben gerufen wurde. Er war ferner führendes Mitglied der „Gesellschaft mohammedanische Einheit“ (İtthihad-ı Muhammedi), deren Ziel es war, die Scharia zu schützen. Er wurde der Teilnahme am Vorfall vom 31. März 1909, der Erhebung konservativer Kreise gegen das Komitee für Einheit und Fortschritt, bezichtigt. Das Gerichtsverfahren endete mit einem Freispruch.
1909 nannte er sich selbst Garip („Fremder“), um anzudeuten, dass er sich im Denken von seinen Zeitgenossen unterschied.
1910 veröffentlichte er sein erstes Buch und verließ Istanbul wieder in Richtung Osten. Im Frühjahr 1911 hielt er in der Omajjaden-Moschee von Damaskus eine viel beachtete Rede. Im Sommer jenes Jahres begleitete er als Vertreter östlicher Provinzen Sultan Resat Mehmet V. auf einer Balkanreise. Dabei wurde ihm Unterstützung für seine geplante Hochschule (Medresetü'z-Zehra) in Van zugesagt.
Als der Erste Weltkrieg ausbrach, führte er Miliztruppen im Kampf gegen russische Truppen an der Kaukasus-Front. Beschreibungen zufolge rettete er im Völkermord an den Armeniern 1.500 Armeniern das Leben, die zu töten ihm befohlen worden war. Er schickte sie durch die russische Linie in Sicherheit.
1916 wurde er gefangen genommen und in Kostroma nordöstlich von Moskau interniert. In den Wirren nach der Oktoberrevolution konnte er im Frühjahr 1918 fliehen und kehrte über Berlin, Wien, Ungarn und Bulgarien nach Istanbul zurück. Dort wurde er Mitglied der Dar-ül Hikmet-ül İslamiye, einer bedeutenden islamischen Lehranstalt, und publizierte mehrere Bücher. Nach der Besetzung Istanbuls durch britische Truppen gehörte er zu den Religionsgelehrten, die zum Widerstand aufriefen. Said Nursî bestritt Mitglied des Kürdistan Teali Cemiyeti zu sein. Auf eine Einladung, Mitglied zu werden, habe Nursî geantwortet, dass er die Wiedererrichtung des Osmanischen Reichs unterstützen würde, aber dass ein kurdischer Staat nur den „Feinden des Islam“ nutzen würde.

### Der „späte Said“ in der Zeit des Kemalismus
Said Nursî wurde 1922 aufgrund seiner Verdienste als Gelehrter nach Ankara geladen, um bei der Neugründung und Gestaltung der Türkei mitzuwirken. Er hielt eine Rede vor der provisorischen Nationalversammlung, die mit Zustimmung aufgenommen wurde.
Mit Mustafa Kemal Pascha (seit 1934 Kemal Atatürk) überwarf er sich jedoch, weil Said Nursîs Vorstellungen nicht mit dessen Vision einer Reformierung des türkischen Staates nach westlich-nationalistischem Vorbild übereinstimmten. 1923 zog sich Said Nursî wieder nach Van zurück, um sich religiösen Studien zu widmen.
1925 wurde er infolge der kurdischen Aufstände wie andere Persönlichkeiten und Stammesführer verbannt. Er wurde nach Burdur verbracht. 1927 musste er sich schließlich in dem Dorf Barla in der Provinz Isparta niederlassen. Er lebte dort in einem Holzhaus und zog sich oft tagelang in die Berge zurück, um zu reflektieren. So entstanden seine Schriften zum Koran, die er zum Teil einer Reihe von Schülern diktierte. Die Mitschriften wurden in dem nahe gelegenen Dorf Sava von Hand in arabischer Schrift vervielfältigt und überall in Anatolien verteilt. Er schrieb, Scharia sei der Weg der Religion, besteht zu 99 % aus Ethik, Gebet, Jenseits und Tugendhaftigkeit.
1935 wurde er in Eskişehir vor Gericht gestellt und wegen religiöser Propaganda und anderer Vergehen zu elf Monaten Haft verurteilt. Nach der Entlassung wurde er nach Kastamonu verbannt. In dieser Provinzhauptstadt stießen seine Lehren über die Vereinbarkeit von Religion und Wissenschaft bei manchen Oberschülern auf Interesse.
1943 wurde ein weiterer Prozess in Denizli anberaumt, der jedoch mit einem Freispruch endete, da Gutachter in seinen Schriften keinen Aufruf zum Aufruhr erkennen konnten. Said Nursî musste sich danach in Emirdağ bei Afyonkarahisar niederlassen.
1948 wurde zum letzten Mal ein Prozess gegen Said Nursî angestrengt: in Afyon wurde er wegen der Gründung seiner politischen Vereinigung, der Verbreitung regierungsfeindlicher Gedanken und der Verfolgung jener politischen Absichten angeklagt. Mit ihm stand eine Anzahl seiner Schüler vor dem Richter. Das Verfahren wurde jedoch ausgesetzt und endete 1956 unter veränderten politischen Rahmenbedingungen mit einem Freispruch.

### Ende der Verbannung und „dritter Said“
Said Nursî unterstützte in der Nachkriegsepoche ab 1946 den Aufruf an seine Anhänger zur Wahl der Demokratischen Partei von Adnan Menderes. Von ihm erhoffte er sich durch eine demokratisch-freiheitliche Entwicklung des Landes das Ende der Verfolgungen. Die Partei gewann 1950 die absolute Mehrheit in der Großen Nationalversammlung der Türkei.
1951 wurde seine Verbannung aufgehoben. Said Nursî konnte sich nun frei im Land bewegen und ließ sich in Isparta nieder. Die Politik von Menderes befürwortete er außerdem, weil dieser die Türkei in das westliche Bündnissystem integrierte (NATO, Bagdad-Pakt, Teilnahme am Koreakrieg). Nach seiner Auffassung erforderte die Bedrohung der Religion durch den atheistischen Materialismus und den Marxismus die Zusammenarbeit von Muslimen und Christen. Er korrespondierte daher mit dem Papst und dem griechisch-orthodoxen Patriarchen. Er erlaubte nun seinen Anhängern, seine Werke in lateinischer Schrift drucken zu lassen. 1956 wurde staatlicherseits die Publikation seiner Schriften erlaubt.
Kurz vor seinem Tod reiste er nach Urfa. Dort übernachtete er in einem Hotel, wo er viele hundert Besucher empfing. In der Nacht verstarb er und wurde in der Moschee aufgebahrt, wo seine Freunde und Schüler bis zum Morgengebet den Koran rezitierten. Gleich nach dem Morgengebet wurde sein Totengebet verrichtet, und er wurde beigesetzt. Nachdem am 27. Mai 1960 das Militär den autoritär regierenden Adnan Menderes gestürzt hatte, öffnete im Juli ein Trupp Soldaten Said Nursîs Grab. Sein Leichnam wurde an einem unbekannten Ort in der Provinz Isparta beigesetzt.

## Deutschland
In Deutschland werden diejenigen, die das Werk Risale-i Nur studieren, und die Nurculuk-Bewegung vom Dachverband Jama'at-un Nur vertreten.

## Schriften
Said Nursi veröffentlichte einige Schriften. Die wohl bekanntesten seiner Bücher sind die aus dem Werk Risale-i Nur stammenden Worte, Briefe, Blitze.
- Die Worte über die Natur des Menschen, seinen Zweck und die Dinge insgesamt. Asya Verlag, Köln 2003.
- Das Ich – Natur und Sinn. Iqra Verlag, Köln 2013, ISBN 978-3-941909-04-5.
- Das große Zeichen. Lichtverlag, Köln 2007, ISBN 978-3-939757-08-5.
- Kleine Briefe. Define Verlag, Frankfurt am Main 2016, ISBN 978-3-946463-02-3.
- Strahlen. Lichtverlag, Berlin 2007, ISBN 978-3-939757-12-2.